# Diogo Jota
Diogo José Teixeira da Silva, mer känd som Diogo Jota, född 4 december 1996 i Porto, död 3 juli 2025 i Cernadilla i provinsen Zamora i Spanien, var en portugisisk fotbollsspelare som från 2020 spelade för Liverpool.
Den 3 juli 2025 omkom Jota och hans bror André Silva i en trafikolycka i den spanska provinsen Zamora.

## Klubbkarriär
Den 25 juli 2017 lånades Jota ut till Wolverhampton Wanderers på ett låneavtal över säsongen 2017/2018. Den 30 januari 2018 meddelade Wolverhampton att Jota värvats på en permanent övergång med start den 1 juli 2018.
I september 2020 värvades han av Liverpool. Den 2 augusti 2022 skrev han på ett nytt femårskontrakt med klubben.

## Landslagskarriär
Jota debuterade för Portugals landslag den 14 november 2019 i en 6–0-vinst över Litauen, där han blev inbytt i den 84:e minuten mot Cristiano Ronaldo.

## Meriter

### Liverpool
- Premier League: 2025
- FA-cupen: 2022
- Engelska Ligacupen: 2022, 2024
- Community Shield: 2022

### Portugal
- Nations League: 2019, 2025